# Virnsbergerhaag
Virnsbergerhaag ist ein Gemeindeteil der Kreisstadt Neustadt an der Aisch im Landkreis Neustadt an der Aisch-Bad Windsheim (Mittelfranken, Bayern). Virnsbergerhaag, der ehemalige Landsitz der Familie Holzschuher, liegt in der Gemarkung Schauerheim.

## Geografie
Nördlich der Einöde liegt der Schloßbuck und das Waldgebiet Haag. 0,5 km östlich des Ortes liegt der Haagranken. Ein Anliegerweg führt zur Kreisstraße NEA 6 (0,7 km südlich), die nach Unternesselbach (1,5 km westlich) bzw. nach Schauerheim verläuft (1,8 km östlich).

## Geschichte
Der Landsitz  der Nürnberger Patrizierfamilie Holzschuher wurde 1821 auf dem Gemeindegebiet der 1813 gegründeten Ruralgemeinde Schauerheim nahe der abgegangenen Burg Wernsberg errichtet. Nicht weit davon soll auch ein Einödhof gestanden haben, der um 1504 zur Wüstung wurde.
Am 1. Januar 1972 wurde Schauerheim mit Virnsbergerhaag im Zuge der Gebietsreform in Bayern nach Neustadt an der Aisch eingemeindet.

### Baudenkmäler
- Burgstall: ehemaliges Schloss Wernsberg, 1319 erstmals urkundlich erwähnt[5]
- Haus Nr. 1 und 2: ehemaliger Landsitz der Familie Holzschuher, Wohnhaus[8]

### Einwohnerentwicklung
| Jahr      | 001840 | 001861 | 001871 | 001885 | 001900 | 001925 | 001950 | 001961 | 001970 | 001987 |
| Einwohner | 13     | 12     | 13     | 15     | 7      | 13     | 7      | 4      | 6      | 4      |
| Häuser    | 1      |        |        | 2      | 2      | 2      | 1      | 1      |        | 1      |
| Quelle    | [ 10 ] | [ 11 ] | [ 12 ] | [ 13 ] | [ 14 ] | [ 15 ] | [ 16 ] | [ 17 ] | [ 18 ] | [ 1 ]  |

## Religion
Der Ort ist evangelisch-lutherisch geprägt und bis heute nach St. Katharina (Schauerheim) gepfarrt. Der katholische Kirchsprengel ist St. Johannis Enthauptung (Neustadt an der Aisch).